# Lycée général
Pour un article plus général, voir Lycée en France.
En France, le lycée général prépare un cursus de trois ans au baccalauréat général. Le nom vient du Lycée, un gymnase d'Athènes près duquel Aristote enseignait. L'origine de cette appellation serait due à la proximité d'un sanctuaire dédié à Apollon Lykeios.

## Histoire
Créé à l'origine par Napoléon Bonaparte par la loi du 11 floréal de l'an X (1er mai 1802) pour former « l'élite de la nation », le lycée, selon l'expression de Napoléon, fait partie avec le Code civil ou encore la Légion d'honneur, des « masses de granit ».

### Lycée de garçons
Les lycées de garçons ont été créés en 1802 à partir des plus importantes écoles centrales. Le lycée assure une formation en lettres (français, latin, grec ancien, 3 professeurs) et en sciences (3 professeurs). L'article 5 du décret du 17 mars 1808 en fixe ainsi le programme : « Les langues anciennes, l'histoire, la rhétorique, la logique, et les éléments des sciences mathématiques et physiques ». Le régime usuel est l'internat ;  les lycées sont marqués par un encadrement de type militaire et les élèves portent un uniforme. Peu nombreux (il était prévu en théorie un lycée par département), les lycées sont entièrement pris en charge par l'État. Le fonctionnement est assuré par un proviseur, aidé par un censeur et un économe ; l'enseignement est fait par des professeurs agrégés dont la fonction apparaît dans l'enseignement ,  après l'institution des "agrégés" créés par le roi Louis XV, en 1766, afin de compléter alors les professeurs déjà recrutés dans les collèges royaux. L'accès au lycée se fait après passage d'un examen de contrôle des connaissances apprises auparavant et la scolarité est aussi payante, même s'il est prévu d'accorder des bourses aux élèves qui en auraient besoin, vu les revenus de leurs parents. Les douze premiers lycées créés en l'an XI sont ceux de Bruxelles, Moulins, Marseille, Mayenne, Mayence , Besançon, Rennes, Douai, Lyon, Bordeaux, Strasbourg, Rouen et Paris (ancien collège de Paris du Prytanée français). Avec la Restauration, les lycées prennent le nom de « collèges royaux ».

### Lycée de jeunes filles
Les lycées de jeunes filles voient le jour avec la loi proposée par Camille Sée et votée le 21 décembre 1880. Cette loi instaure un enseignement secondaire féminin qui peut se dérouler dans des lycées de jeunes filles qui sont au nombre de 36 dès 1896. 
L'enseignement secondaire est réformé en 1902 : dans les enseignements classique et moderne, quatre années de tronc commun (6e-3e) sont suivies par deux années de préparation du premier bac, dont il existe quatre formes : A : latin-grec, B : latin-langues, C : latin-sciences, D : langues-sciences. A, B et C sont de l'enseignement classique alors que D est de l'enseignement moderne. Dans l'enseignement classique, le grec pouvait être commencé en 5e. Ce premier bac donnait droit à pouvoir préparer, en une année, la seconde partie du bac (Mathématiques élémentaires et Philosophie). 
De 1802 à 1959, le terme « lycée » désignait des établissements financés par l'État couvrant l'ensemble de l'enseignement secondaire long (de la sixième à la terminale), par opposition aux « collèges », qui pouvaient également couvrir l'ensemble du cycle secondaire long, mais étaient financés par la municipalité ou par le département. De 1959 à 1963, l'ensemble des collèges et lycées couvrant l'intégralité de l'enseignement secondaire long prirent la dénomination de « lycée ». À partir de 1963, le terme prend sa signification actuelle, le premier cycle de l'enseignement secondaire (de la 6e à la 3e) se transformant progressivement en « collège d'enseignement secondaire ».

### Le lycée aujourd'hui
Jusqu'en 1994, les filières du lycée général s'appelaient A (littérature, philosophie, langues), B (économique et sociale), C (mathématiques), D (biologie) et E (mathématiques et technique). Ils sont remplacés par les trois séries : économique et sociale (ES), littéraire (L), scientifique (S). 
L'organisation des cursus au sein des lycées généraux français a été partiellement modifiée lors de la première réforme du lycée général et technologique créée par les ministres Darcos et Chatel de 2007 à 2009, et dont l'application a commencé à la rentrée 2010 pour les secondes, 2011 pour les premières et 2012 pour les terminales.
La seconde réforme du lycée général et technologique, initiée en 2019 par Jean-Michel Blanquer, alors ministre de l'Éducation nationale, a modifié en profondeur le parcours au sein du lycée général comme suit.

## Organisation du lycée général
| Niv 4 Bac +0 17 |                                   | Baccalauréat général Arts, SES, SVT, HGGSP, Humanités, LCA, LLCE, Maths, PC, NSI, SVT, SITerminale générale |                                   | Baccalauréat technologique STAV, ST2S, STD2A, STMG, S2TMD, STI2D, STHR, STLTerminale technologique |                     | Baccalauréat professionnel Alimentaire, Vente, Beauté, Bâtiment, Santé, Design, Véhicules, NumériqueTerminale professionnelle | BMA                                   | BP                                    | CS5 CS4 CS3                           | BM                                    | BTM |
| Niv 3 16        | Première générale                 | Première technologique                                                                                      | Première professionnelle          | CAP 2e année                                                                                       | CAP 2e année        | CAP 2e année | CAP 2e année                          | CAP 2e année                          |                                       |                                       |     |
| 15              | Seconde générale et technologique | Seconde générale et technologique                                                                           | Seconde générale et technologique | Seconde professionnelle                                                                            | CAP 1re année       | CAP 1re année | CAP 1re année                         | CAP 1re année                         | CAP 1re année                         |                                       |     |
| RNCP Âge        | Lycée général                     | | Lycée technologique               | | Lycée professionnel | Centre de formation d'apprentis (CFA)                                                                                         | Centre de formation d'apprentis (CFA) | Centre de formation d'apprentis (CFA) | Centre de formation d'apprentis (CFA) | Centre de formation d'apprentis (CFA) |     |

### Seconde générale et technologique

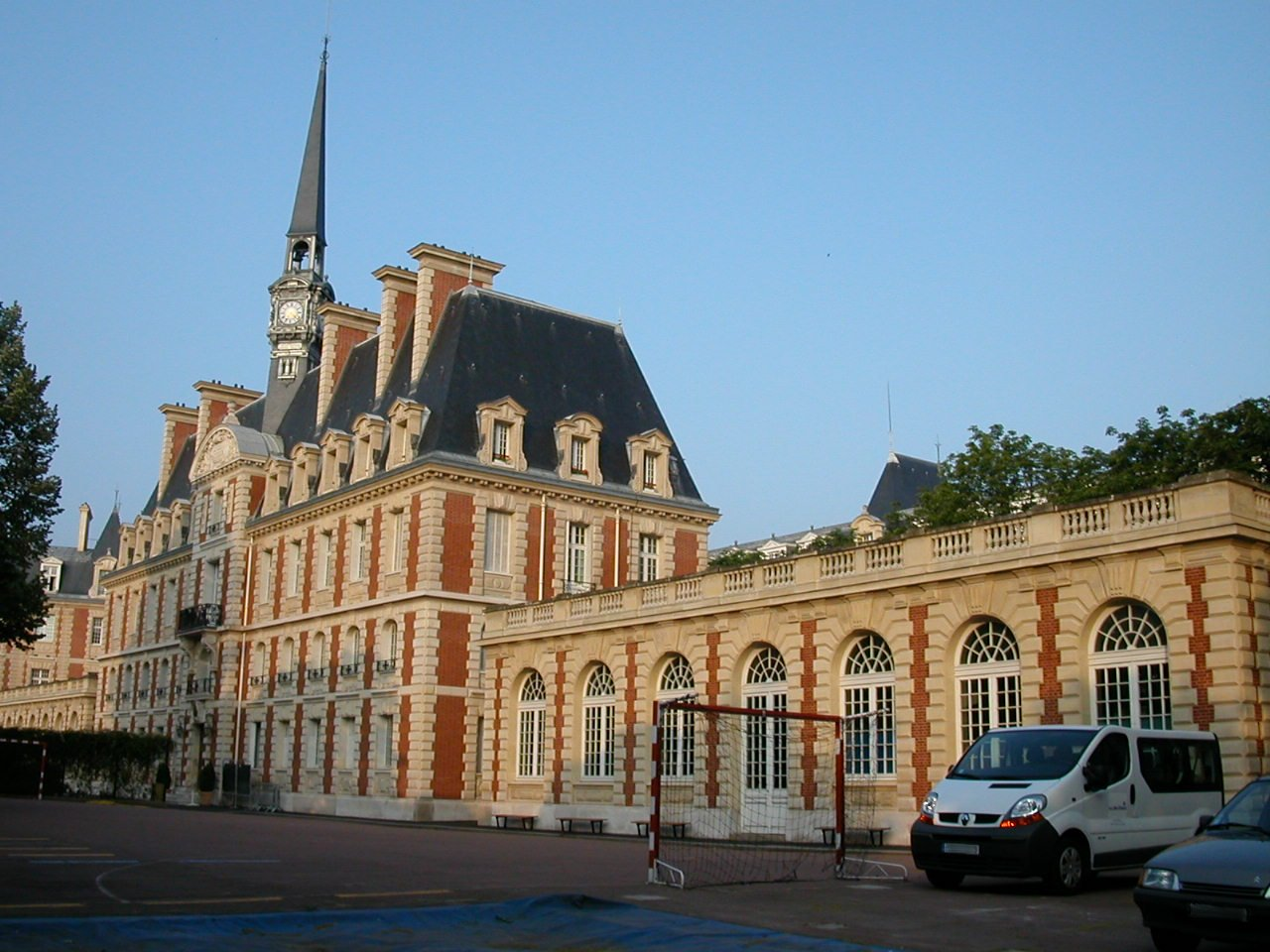
Le lycée Pasteur de Neuilly-sur-Seine.

La classe de seconde générale et technologique est dite indifférenciée : indépendamment de la filière à laquelle ils se destinent, les élèves suivent le même enseignement de tronc commun, complété s'ils le souhaitent par des enseignements optionnels généraux ou technologiques :
- 1 enseignement optionnel général au choix parmi :
  - Langues et cultures de l'Antiquité : Grec ou Latin
  - Langue vivante C
  - Arts : Arts du cirque ou Arts plastiques ou Cinéma-audiovisuel ou Danse ou Histoire des arts ou Musique ou Théâtre
  - Éducation physique et sportive
  - Théâtre
  - Écologie-agronomie-territoires-développement durable (uniquement dans les lycée d'enseignement général et technologique agricole)
- 1 enseignement optionnel technologique au choix parmi :
  - Management et gestion
  - Santé et social
  - Biotechnologies
  - Sciences et laboratoire
  - Sciences de l'ingénieur
  - Création et innovation technologiques
  - Création et culture - design
  - Hippologie et équitation ou autres pratiques sportives (uniquement dans les lycée d'enseignement général et technologique agricole)
  - Pratiques sociales et culturelles (uniquement dans les lycée d'enseignement général et technologique agricole)
  - Pratiques professionnelles (uniquement dans les lycée d'enseignement général et technologique agricole)

À la fin de l'année de seconde, l'élève choisit de continuer en voie générale ou en voie technologique.

### Première générale
À son entrée en première, l'élève dispose d'un tronc commun auquel s'ajoutent trois enseignements de spécialité qu'il a choisis. À ces enseignements peuvent s'ajouter des enseignements optionnels. 3 enseignements de spécialité au choix parmi :
- Arts : Arts du cirque ou Arts plastiques ou Cinéma-audiovisuel ou Danse ou Histoire des arts ou Musique ou Théâtre
- Biologie-écologie (uniquement dans les lycée d'enseignement général et technologique agricole)
- Histoire-géographie, géopolitique et sciences politiques
- Humanités, littérature et philosophie
- Langues, littératures et cultures étrangères : Allemand ou Anglais ou Espagnol ou Italien
- Littérature et Langues et cultures de l'Antiquité : Grec ou Latin ou Enseignement commun en langues anciennes (ECLA)
- Mathématiques
- Numérique et sciences informatiques
- Physique-chimie
- Sciences de la vie et de la Terre
- Sciences de l'ingénieur
- Sciences économiques et sociales

1 enseignement optionnel au choix parmi :
- Langues et cultures de l'Antiquité : Grec ou Latin (peut être suivi en plus des autres enseignements optionnels)
- Langue vivante C
- Arts : Arts plastiques ou Cinéma-audiovisuel ou Danse ou Histoire des arts ou Musique ou Théâtre
- Éducation physique et sportive
- Hippologie et équitation (uniquement dans les lycée d'enseignement général et technologique agricole)
- Agronomie-économie-territoires (uniquement dans les lycée d'enseignement général et technologique agricole)
- Pratiques sociales et culturelles (uniquement dans les lycée d'enseignement général et technologique agricole)

### Terminale générale
La classe de terminale est celle du baccalauréat. L'élève dispose d'un tronc commun auquel s'ajoute 2 des 3 enseignements de spécialité choisis en première. A ces enseignements peuvent s'ajouter des enseignements optionnels : 2 enseignements de spécialité au choix parmi :
- Arts : Arts du cirque ou Arts plastiques ou Cinéma-audiovisuel ou Danse ou Histoire des arts ou Musique ou Théâtre
- Biologie-écologie (uniquement dans les lycée d'enseignement général et technologique agricole)
- Histoire-géographie, géopolitique et sciences politiques
- Humanités, littérature et philosophie
- Langues, littératures et cultures étrangères : Allemand ou Anglais ou Espagnol ou Italien
- Littérature et Langues et cultures de l'Antiquité : Grec ou Latin ou Enseignement commun en langues anciennes (ECLA)
- Mathématiques
- Numérique et sciences informatiques
- Physique-chimie (avec 2 h en plus de physique-chimie)
- Sciences de la vie et de la Terre
- Sciences de l'ingénieur
- Sciences économiques et sociales

Un premier enseignement optionnel au choix parmi :
- Mathématiques complémentaires (pour les élèves n'ayant pas choisi la spécialité Mathématiques en terminale)
- Mathématiques expertes (pour les élèves ayant choisi la spécialité Mathématiques en terminale)
- Droits et grands enjeux du monde contemporain

Un deuxième enseignement optionnel au choix parmi :
- Langues et cultures de l'Antiquité : Grec ou Latin (peut être suivi en plus des autres enseignements optionnels)
- Langue vivante C
- Arts : Arts plastiques ou Cinéma-audiovisuel ou Danse ou Histoire des arts ou Musique ou Théâtre
- Éducation physique et sportive
- Hippologie et équitation (uniquement dans les lycée d'enseignement général et technologique agricole)
- Agronomie-économie-territoires (uniquement dans les lycée d'enseignement général et technologique agricole)
- Pratiques sociales et culturelles (uniquement dans les lycée d'enseignement général et technologique agricole)

Au terme de ces trois années, l'élève obtient un baccalauréat général annoté des deux spécialités suivies en terminale.